# Stahlhelm, Bund der Frontsoldaten

Logo van Stahlhelm, Bund der Frontsoldaten

Logo van de jeugdorganisatie van Stahlhelm

Stahlhelm, Bund der Frontsoldaten was een wijdvertakte organisatie van en voor Duitse veteranen van de Eerste Wereldoorlog.

## Basisgedachte
De Stahlhelm-organisatie (genoemd naar de Stahlhelm) is in december 1918 door Hauptmann der Reserve en Schnappsfabrikant Franz Seldte opgericht. De bedoeling was een overkoepelende organisatie voor Duitse oorlogsveteranen te creëren, die intern als klankbord zou fungeren en die bovendien naar buiten actief opkwam voor de rechten van ex-militairen. De bond nam officieel geen politieke standpunten in. Toch wilde Der Stahlhelm meer zijn dan een traditionele Kriegerverein, meer dan een van de vele oud-strijdersverenigingen, zoals die na elke oorlog en overal ter wereld opgericht worden. Der Stahlhelm groeide uit tot de belangrijkste pressiegroep binnen de Republiek van Weimar, met onder andere een eigen tijdschrift en een eigen uitgeverij - beiden "Der Stahlhelm" geheten. De organisatie gaf in feite gestalte aan een van de grootste nationalistische conservatieve en antirepublikeinse bewegingen in het Duitsland van de jaren twintig.

## Frustratie
Binnen de Stahlhelmorganisatie stond de Dolkstootlegende in groot aanzien, de overtuiging dat het Duitse leger in de Wereldoorlog niet was verslagen en dat het Keizerrijk tijdens de Novemberrevolutie in de Heimat verraden was door elementen van links. De Stahlhelmers traden bij voorkeur in militair uniform naar buiten met parades e.d., als uitdrukking van hun opvatting dat de strijd ook na 1918 doorging. De Stahlhelm was dus niets meer of niets minder dan een paramilitaire beweging, die in 1928 zelfs een soort dienstplicht verplicht stelde voor haar leden. De Stahlhelm trok ook juist veel veteranen die niet konden aarden in het burgerbestaan, teleurgesteld waren in de gebeurtenissen van november 1918, en vaak fel nationalistisch en monarchistisch waren. Stahlhelm werd vaak als alternatief voor de Freikorpsen (bewapende vrijwilligerseenheden die reguliere regeringstroepen bijstonden in de strijd tegen onder andere Spartakisten) gezien, die de regering van de geallieerden had moeten ontmantelen. Veel Stahlhelmers waren ex-Freikorpslid. Stahlhelm had op zijn hoogtepunt 500.000 leden en was ondanks de (officiële) politieke onpartijdigheid sterk antirepublikeins en nationalistisch, aangezien de meeste leden dit immers ook waren. Veel nazi's blijken lid geweest te zijn van Stahlhelm.

## Verzamelbeweging
De Stahlhelm noemde zich Bund der Frontsoldaten en was in feite een overkoepeling van verschillende veteranenorganisaties waaronder ook zogeheten Kampfbünde (of Wehr- of Soldatenverbände), paramilitaire organisaties die, al dan niet verbonden met een politieke partij, bepaalde politieke doelen nastreefden en het gebruik van geweld niet schuwden om deze te bereiken. De Stahlhelm profiteerde van de opheffing van de Freikorpsen en van het verbod in 1921 op de Einwohnerwehren, naar aanleiding van de mislukte Kapp-Putsch van maart 1920. Einwohnerwehren waren plaatselijke burgermilities, waar net als in de Freikorpsen veel afgezwaaide frontsoldaten emplooi hadden gevonden. Het verbod van regeringswege op de Orgesch ('Organisation Escherich', opgericht in 1920), een samenwerkingsverband van verschillende nationalistisch-conservatieve veteranenverenigingen en Einwohnerwehren, kwam Der Stahlhelm ook ten goede: in 1924 telde de bond al 260.000 leden. Voor hen die zelf niet aan het front gestaan hadden en te oud waren voor de jeugdafdeling 'Jungstahlhelm' of 'Scharnhorst-Jugend', maar wel sympathiseerden met het gedachtegoed van de Bund, werd de 'Landsturm - Der Stahlhelm' in het leven geroepen. Er waren ook nevenorganisaties voor vrouwen, waarvan de 'Bund Königin Luise' het bekendste is.

## Uitstraling
Leden van de Bund trokken bij hun manifestaties meestal het oude keizerlijke uniform aan of vertoonden zich in een Stahlhelm-tenue dat qua snit daarop gebaseerd was. Als vaandels gebruikte de Bund nog het Schwarzweißrot van de keizerlijke vlag en de Reichskriegsfahne, maar met een actief pleidooi voor het herstel van de monarchie in Duitsland kon de organisatie na de Kapp-Putsch eigenlijk niet meer voor het voetlicht treden: de Weimar-republiek was steviger gevestigd dan men gehoopt had en volgens de publieke opinie droeg de voormalige keizer nog steeds de grootste schuld aan het uitbreken van de oorlog in 1914. De organisatie telde op een zeker moment in elk geval wél vier zoons van de keizer onder haar leden: Wilhelm, Eitel Friedrich, Oskar en August Wilhelm.

## Splitsing
Het voornaamste, feitelijke doel van Der Stahlhelm zelf is eenvoudig opgesomd met een regel uit een artikel in "Der Stahlhelm" d.d. 1 september 1919 van Franz Seldte: "... dat het meest daadkrachtige volksdeel, hetwelk in de frontlinies heeft gevochten, krijgt waar het recht op heeft!" De organisatie wordt meer en meer een belangenorganisatie, met een dienstverlenende taak tegenover behoeftige veteranen en hun gezinnen. Over de uitvoering van de politieke idealen ontstaat al snel een intern meningsverschil tussen de oudere, vaak nog sterk monarchistische Stahlhelmers en de jongere tak van agressieve activisten, die voorstander zijn van een dictatoriale Neuordnung in Duitsland. Zo scheidt Studienrat en Hauptmann der Reserve Fritz Kloppe zich in 1924 met zijn jeugdorganisatie "Wehrwolf" af van Der Stahlhelm, omdat hij zijn extreemnationalistische, antiparlementaire denkbeelden onvoldoende bij de Bund terugvindt. Zo merkt omstreeks dezelfde tijd de redactie van 'Die Standarte', een bijlage bij "Der Stahlhelm", op dat zij er radicalere denkbeelden op nahoudt dan het gros der leden van de Bund der Frontsoldaten, die in haar ogen toch niet veel meer is dan een reactionair Altkämpferverein, en raakt zij in conflict met de bondsleiding. Een van de jonge redacteuren die een confrontatie niet uit de weg willen gaan is de publicist Ernst Jünger. Economische redenen worden door Der Stahlhelm aangevoerd om 'Die Standarte' af te stoten en vanaf 1 april 1926 verschijnt dit als zelfstandig "Wochenschrift des neuen Nationalismus". Nadat in dit blad een artikel is verschenen dat een onverholen lofprijzing bevat voor de martelaar der nationalisten Schlageter, en voor de moordenaars van Außenminister Walther Rathenau en Finanzminister Matthias Erzberger, wordt de steun van de Stahlhelm geheel opgezegd.

## Legaliteit
De Stahlhelmleiding wil zich niet twee keer stoten aan dezelfde steen: direct na de moord op Rathenau (24 juni 1922) was de organisatie al tegen een verbod van een jaar opgelopen, omdat sommige leidinggevenden in het openbaar iets te opgetogen hadden gereageerd op de dood van de minister. Na de opheffing van het verbod in augustus 1923 en zeker wanneer de Republiek van Weimar heeft laten zien krachtdadig te kunnen optreden tegen haar opponenten bij het neerslaan van Hitlers couppoging in november van hetzelfde jaar, kiest Der Stahlhelm voor een Legalitätskurs. Men wil nu vooral binnen de wet blijven en via de diplomatieke weg trachten zijn doelen te bereiken. De voornaamste vertegenwoordiger van dit standpunt is Seldte, maar zijn tweede man, Oberstleutnant Theodor Duesterberg, blijft voorstander van een radicalere aanpak. De spanningen tussen beiden missen hun uitwerking op de organisatie niet en het interne conflict tussen conservatief en reactionair heeft er zeker toe bijgedragen dat het Der Stahlhelm vaak aan daadkracht ontbrak. Dit wordt uiteraard nog versterkt door het gegeven dat de organisatie in feite een los verband is van een enorme hoeveelheid herensociëteiten, damesclubjes, oud-strijdersverenigingen, politieke partijtjes, milities e.d. verspreid over heel Duitsland. Het is een verband dat een heel palet vertoont van politieke kleurschakeringen rechts van het midden, variërend van gematigd tot extreemconservatief, of extreemrechts. Voor veel leden, ook voor de radicalen, zullen trouwens toch gevoelens van nostalgie en de Gemütlichkeit van het samenkomen een belangrijkere rol hebben gespeeld dan hooggestemde idealen in statuten. De Stahlhelm is slechts op een vaag beginsel gebaseerd en de Stahlhelmleiding weet de bond slechts met moeite op één lijn te houden. De Stahlhelm onderhoudt wel verbindingen met extreemrechtse partijen in heel Duitsland. In 1929 ageerde de organisatie samen met de DNVP en NSDAP tegen het Young-plan. In 1931 vormde Stahlhelm met deze partijen het antirepublikeinse Harzburg-front.

## Einde

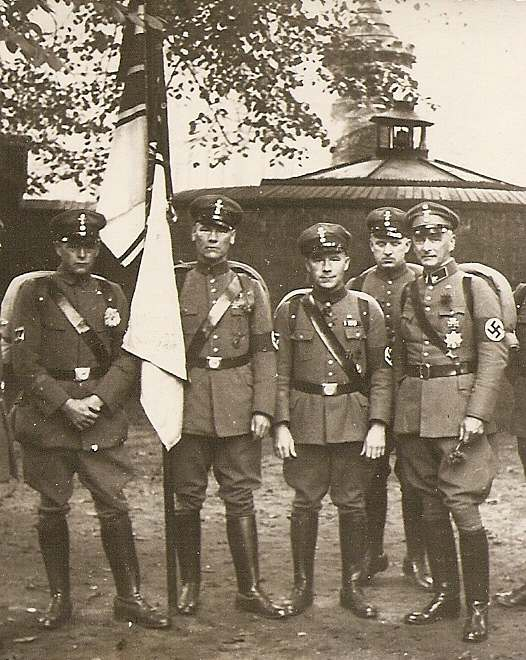
Stahlhelm 1934

Na Hitlers Machtübernahme op 30 januari 1933 is het snel afgelopen met Der Stahlhelm. De nazi's zien zichzelf als de maatgevende factor bij uitstek in het Reich en daarom moeten andere politieke en semipolitieke partijen het veld ruimen of 'gleichgeschaltet' worden. In maart 1933 wordt Seldte benoemd tot Reichsarbeitsminister, maar dit blijkt een klassiek geval van wegpromoveren te zijn. Zijn opvolger Duesterberg is al snel onschadelijk gemaakt door het gegeven dat hij een joodse grootvader heeft en hij ziet zich gedwongen ontslag te nemen als Bundesführer van Der Stahlhelm. In april kondigt Hitlers Stellvertreter Rudolf Hess aan dat lidmaatschap van Der Stahlhelm én van de NSDAP met elkaar onverenigbaar zijn.
Seldte probeert Der Stahlhelm te redden door op 21 juni 1933 publiekelijk te verklaren dat de organisatie loyaal is aan het nieuwe regime, en door de leden die geen deel uitmaken van de Kern-Stahlhelm, dat wil zeggen degenen die geen aanspraak kunnen maken op het predicaat 'oorlogsveteraan', onder te brengen bij Hitlerjugend en SA. Maar het mag niet baten: een maand later bepaalt Hitler dat de gehele Stahlhelm voortaan onder auspiciën van de SA valt en dat de Bund grondig gereorganiseerd zal worden. Op 29 maart 1934 wordt de gelijkgeschakelde Stahlhelm, of tenminste wat er van over is, omgedoopt tot Nationalsozialistischer Deutscher Frontkämpferbund. De stemming bij de NSDFB is echter uitgesproken nazi-vijandig - de leden voelen zich ingepakt, gemuilkorfd en verraden. Op 7 november 1935 wordt de organisatie ontbonden; de sociale dienstverlening voor oud-strijders is dan al door de Wehrmacht overgenomen.

## Epiloog
Na 1945 wordt Der Stahlhelm heropgericht als belangenorganisatie voor de Duitse veteranen van de Tweede Wereldoorlog, maar deze heeft nog slechts een fractie van de invloed en grootte van de oorspronkelijke Bund der Frontsoldaten. Inmiddels (2018) hebben de meeste afdelingen zichzelf opgeheven.